# Acide phtalimidoperoxycaproïque
 (décembre 2021).

Représentation topographique de l'acide phtalimidoperoxycaproique ou l'acide 1,3-Dihydro-1,3-dioxo-2H-isoindole-2-hexaneperoxoïque ou Eureco

L'acide phtalimidoperoxycaproïque (ε- ou 6- (phtalimido) peroxyhexanoïque, en abrégé PAP) est un peracide de synthèse dérivé de l'acide caproïque et du phtalimide. Ce composé est principalement utilisé comme activateur de blanchiment, alternativement ou en association avec du peroxyde d'hydrogène, pour un usage en blanchisserie, afin de rétablir les décolorations modérées. Il est également utilisé comme agent de blanchiment dentaire en remplacement des gels au peroxyde d'hydrogène ou de peroxyde de carbamide. Son efficacité n'a pas été reconnue. À température ambiante, le PAP est une poudre cristalline blanche inodore, légèrement soluble dans l'eau possédant un fort pouvoir oxydant .